# オーナーズ11
オーナーズ11は、カロスエンターテイメントプロデュースにより2021年4月、コロナ禍における飲食業界に活気を取り戻すべく、応援するグルメユニットである。
グルメを熟知し、情報提供、発信する「グルメン」として、飲食業界のスペシャリスト経営者11名が集結して結成したユニットである。

## 概要
- 2021年、コロナ禍における飲食業界に活気を取り戻すべく、応援するグルメユニット「オーナーズ11〜飲食の戦士たち 」を結成[1]。  グルメを熟知し、情報提供、発信する「グルメン」として、飲食業界のスペシャリスト経営者11名が集結した。
- 同年4月より、メインMCをアリス矢沢透を迎え、渋谷クロスFMにて「オーナーズ11 プレゼンツ　ALICE矢沢透の飲食応援団！」  グルメエンターテインメント番組を企画。アシスタントMCは、坂田敦宏、緑川ちひろ。
- 大人のレストランシリーズ編集長、加藤秀俊による「加藤秀俊の食を通して人間力アップ」がレギュラーコーナー。

## 沿革
- 2021年4月 - 「オーナーズ11〜飲食の戦士たち 」を結成[1]。
- 2021年4月 - メインMCをアリス矢沢透を迎え、渋谷クロスFMにて「オーナーズ11 プレゼンツ　ALICE矢沢透の飲食応援団！」  グルメエンターテインメント番組を企画。

### メンバー
- 相川和大
- 石川瑛祐
- 内田克彦
- 内山正宏
- 遠藤勇太
- 小川博行
- 大山淳
- 萱場俊克
- 坂田敦宏
- 鈴木伸典
- 須藤剛
- 滝航也
- 村上雅彦
- 森田隼人